# Medaglia di Sigismondo Pandolfo Malatesta e la Fortezza
La medaglia di Sigismondo Pandolfo Malatesta  e la Fortezza fu realizzata in bronzo fuso da Matteo de' Pasti nel 1447 e misura 8,2 cm di diametro. Ne esistono due versioni con diversa iscrizione sul recto.

## Storia
Nel 1445 lavorava per la corte di Rimini Pisanello, che fece due medaglie a Sigismondo Pandolfo Malatesta e una a suo fratello Domenico Novello. Il suo collaboratore Matteo de' Pasti, veronese come lui, rimase poi alla corte malatestiana dove fece due serie di medaglie, una per Sigismondo Pandolfo e una per la sua amante Isotta degli Atti, quasi tutte datate al 1446.
Per Sigismondo si conoscono sette medaglie con verso diverso, mentre il recto ripropone fondamentalmente lo stesso ritratto, con qualche variazione, e con iscrizioni e impaginazione dell'immagine variabile. Di ciascuna di queste medaglie esistono poi fino a quattro varianti. Non è chiaro l'ordine della serie, né perché il medaglista approntasse così tante varianti, a differenza ad esempio del suo maestro Pisanello. Sicuramente Pisanello lavorò per diversi committenti e diverse corti, mentre Matteo de' Pasti fu artista residente per il signore di Rimini, quindi con maggior tempo a disposizione per accontentare modifiche e aggiustamenti.
In ogni caso la serie di Pandolfo può essere divisa in due blocchi, sulla base di una variazione nella trascrizione latina del nome del condottiero: più antiche sono le medaglie con la dizione "Simondvs", riferibili al 1446, a cui seguirono quelle con la correzione "Sismvndvs", databili al 1446-1447. Con la "O" sono la medaglia col cimiero, con lo scudo, con la Fortuna e una versione col Castello; con la "V" ("u") sono la Fortezza, il braccio con palma e le restanti versioni del Castello. Chiude la serie la medaglia del Tempio malatestiano, del 1450.
Hill attribuì questa medaglia, non firmata, a un collaboratore del maestro.

## Descrizione
Assieme alla medaglia col Castello si tratta di una delle più grandi della serie, sebbene sia molto più rara e meno famosa. Il ritratto sul verso, di profilo come in una moneta romana, è esemplificato su quello che fece Pisanello, sebbene dal modellato migliorato. L'iscrizione recita "SIGISMVNDVS • PANDVLFVS • MALATESTA • PAN • F • PONTIFICI • ET •" nella prima versione e "SIGISMVNDVS • PANDVLFVS • MALATESTIS • S • RO ECL C GENERALIS" nella seconda.
Il verso mostra una personificazione della Fortezza, corona, armatura e una lunga tunica, reggente il tipico attributo della colonna spezzata; siede su due elefanti, emblema dei Malatesta. L'invenzione araldica è più convenzionale di quelle sul retro delle medaglie di Pisanello. Vi si legge la sola data M • CCCC XLVI ".